# 路德维希·洛伦茨
路德维希·瓦伦丁·洛伦茨（丹麥語：Ludvig Valentin Lorenz，/ˈlɒrənts/; 1829年1月18日—1891年6月9日）是丹麦物理学家和数学家。他研究了很多光学和电磁学方面的理论，例如光的折射与纯透明物质的密度之间的关系，以及金属的电导率和热导率与温度之间的关系（维德曼-弗朗茨-洛伦茨定律）。

## 小传
洛伦茨出生于赫尔辛格，就读于哥本哈根技术大学。1876年，他成为哥本哈根军事学院的教授。1887年起，他的研究得到嘉士伯基金会的资助。
他研究了光在单一均匀介质中传播的数学描述，并描述了光在不同介质之间的通行规律。折射率和介质密度之间的数学关系公式由洛伦茨于1869年和亨德里克·洛伦兹（独立发现）于1878年发表，因此被称为Lorentz-Lorenz方程。他利用他的光电磁理论陈述了所谓的洛伦茨规范条件，并且能够推导出光速的正确值。他还发展了一种光散射理论，并于1890年以丹麦文发表，1898年（当时已经去世）这一研究成果在他的遗作文集中以法文发表，当时并未引起注意。后来在1908年，他的理论被古斯塔夫·米重新发现，因此米散射理论有时也被称为Lorenz-Mie理论。此外，洛伦兹通过使用菲涅耳的折射理论发现由两种介质之间的薄过渡层反射的光会变成椭圆偏振光，从而奠定了椭圆偏振技术的基础。
1891年，洛伦茨去世。